# Crocidura katinka
Crocidura katinka es una especie de musaraña (mamífero placentario de la familia Soricidae).

## Distribución
Su hábitat es el Levante mediterráneo, viviendo en los Territorios Palestinos e Israel, aunque se sospecha su desaparición en este país. También es posible que viva en Irán y Siria.